# Повіт Мотосу
Пові́т Мото́су (яп. 本巣郡, もとすぐん, МФА: [motosu guɴ]) — повіт у префектурі Ґіфу, Японія.